# Noam Kaniel
Noam Kaniel, noto anche con lo pseudonimo di Noam (Tel Aviv, 18 agosto 1962), è un cantante e compositore israeliano.

## Biografia
Noam nasce a Tel Aviv in Israele il 18 agosto 1962. Inizia a cantare dall'età di otto anni, quando ottiene un ruolo secondario in un concorso di canto per bambini organizzato dal suo futuro più stretto collaboratore, il produttore Haim Saban, in partnership con Yuda Talit. Mentre era in Israele, ha continuato a registrare canzoni di successo come Gali e Ima Sheli; durante questo periodo si è esibito continuamente.
Nel 1973, al termine della guerra del Kippur, il giovane Noam fu visto da Mike Brant, al tempo il cantante francese più famoso, esibirsi davanti ai soldati. Brant credette che Noam avrebbe potuto avere una carriera di successo in Francia e convinse Haim Saban a trasferirsi lì per registrare, produrre e supervisionare potenziali canzoni di successo.
La prima pubblicazione di Noam, Difficile de Choisir, salì velocemente in cima alle classifiche. Dal 1972 al 1978, seguirono altri successi come Viens Maman on Va Danser, Une Maman, Lollipop e altri singoli, nonché altri due album.
Nel 1975 Kaniel pubblicò un album in Giappone contenente dodici brani cantati da lui in giapponese. Ne seguì una tournée a Tokyo, e a Johannesburg in Sudafrica.
Tre anni più tardi Noam registrò Goldorak come seconda sigla di UFO Robot Goldrake, che fu il primo cartone animato ad avere una sua sigla francese, ed anche il primo anime trasmesso nel Paese. La canzone ottenne un grande successo in Francia tanto che, al termine della prima trasmissione dell'anime sulla TV francese, la sigla aveva venduto oltre 1,3 milioni di copie.
Alla fine del 1978, Noam si trasferì a Los Angeles a seguito di Haim Saban e del suo partner Shuki Levy. Insieme a Saban e Levy, nel ruolo di compositori/produttori e Noam, come solista, durante gli anni '80 registrarono i temi e le sigle di molti cartoni animati. In particolare, Isidoro, I Fantastici Quattro, Superman, L'incredibile Hulk, He-Man e i dominatori dell'universo e lo spin-off, She-Ra, la principessa del potere. In seguito Levy e Saban portarono Noam insieme al fondatore della Filmation Lou Scheimer e la figlia Erika a registrare I Have the Power, il tema del pilot della serie Il segreto della spada del 1985, che venne poi presentato a teatro negli Stati Uniti.